# Incidente Shunjuen
El Incidente Shunjuen (春秋園事件, Shunshūen jiken), también conocido como el "incidente Tenryū" o el "incidente Tenryū-Ōnosato" (debido al nombre de sus líderes), fue una huelga sin precedentes llevada a cabo el 6 de enero de 1932 por luchadores de sumo profesionales (rikishi). En total, 32 luchadores del ichimon Dewanoumi se declararon en huelga contra la Asociación Japonesa de Sumo, demandando que la organización mejorara sus estatutos, y por ende la calidad de vida de los luchadores. El nombre deriva del restaurante chino Shunjuen (ubicado en el barrio de Shinagawa, Tokio), dentro del cual los huelguistas se reunieron y encerraron hasta que sus demandas fuesen escuchadas.

## Contexto
Varios signos de descontento empezaron a surgir en el mundo del sumo a mediados de los años 1860, especialmente cuando un grupo de luchadores del ichimon Takasago trataron de establecer discusiones con la Asociación de Sumo de Tokio para llevar a cabo potenciales reformas. Este primer movimiento no tuvo éxito y perdió fuerza durante la Restauración Meiji en 1867. Sin embargo, este logró reagrupar una lista de demandas para así incentivar una reforma del sumo en 1873. Como resultado, los luchadores involucrados fueron expulsados del sumo profesional en diciembre de 1873. Los líderes de este primer movimiento establecieron fugazmente un "equipo de lucha de reformas", realizando giras en Japón durante un tiempo antes de volver a ser restituidos en la asociación de Tokio. A pesar de todo, un cierto número de reformas sí se llevaron a cabo como, por ejemplo, realizar elecciones para elegir a los presidentes de la asociación en vez de ser designado por los gobernadores.
Durante los 10 años que transcurrieron entre el Gran Terremoto de Kantō hasta el Incidente de Mukden de 1931, la economía de Japón estuvo atravesando la Depresión Shōwa. Durante estos tiempos, el clima político era muy inestable y los conflictos laborales se volvieron mas frecuentes tras el surgimiento de movimientos socialistas en varias áreas del país. La vida de los luchadores de sumo se volvió muy dura, y desde la era Meiji hasta comienzos de la era Shōwa, hubo varios incidentes y disputas los cuales luego fueron denominados como las "huelgas rikishi". Habiendo muchos negocios japoneses perjudicados por la crisis, los patrocinadores estuvieron menos dispuestos a invertir dinero en los luchadores de sumo, y los ciudadanos japoneses, ahora desempleados, no tenían posibilidades económicas para adquirir las entradas de los torneos. Todo esto ocasionó que la afluencia de espectadores disminuyese, reduciendo considerablemente los salarios de los sumōtori a un mínimo histórico. En aquel momento, el salario promedio de un luchador del san'yaku era de ¥70 yenes, una cantidad que era equiparable a la de un funcionario público gubernamental. Mientras tanto, el salario inicial de un estudiante de la Universidad de Tokio era de ¥50 yenes, y para un graduado de una universidad privada, ¥45 yenes. Además, durante aquella era, la contabilidad llevada por la Asociación Japonesa de Sumo no era muy clara, por lo que los luchadores no tenían idea de cuánto dinero recibían de salario o cuánto dinero habían gastado en total. Los maestros de establo también se quedaban con una parte de las ganancias, dejando a los luchadores en una situación económica muy precaria.

## Conflicto

### Desarrollo de los acontecimientos
El 6 de enero de 1932, un día antes de que el banzuke fuese anunciado, varios luchadores del Heya Dewanoumi (20 de makuuchi, 11 del jūryō y uno del makushita) salieron a cenar a un restaurante de comida china llamado Shunjuen en el barrio de Shinagawa, Tokio, por invitación del sekiwake Tenryū. En el banquete, Tenryū dio un discurso que abogaba por una "reforma en la sociedad del sumo". Los luchadores se comprometieron a unirse a la causa y se encerraron en el restaurante Shunjuen para recopilar sus demandas ante la Asociación Japonesa de Sumo. Además, emitieron una serie de proclamaciones.

### Proclamaciones
Inmediatamente después de que los luchadores completasen sus demandas, cuatro rikishi, Ōnosato (ōzeki), Musashiyama (ōzeki), Tenryū (sekiwake), y Ayazakura (komusubi), se dirigieron a la sede de la asociación e introdujeron diez demandas de parte de todos los rikishi en huelga, esperando una respuesta dentro de 48 horas. Estas fueron:
1. Establecer un sistema de auditoría para toda la Asociación de Sumo y hacer pública las ganancias recibidas y los gastos realizados.
2. Cambiar los horarios de los basho y realizar el torneo de verano en la noche.
3. Bajar el costo de las entradas, desarrollar la popularidad del sumo y reducir la cantidad de asientos reservados a la vez que se aumentan la cantidad de asientos generales.
4. Abolir el sistema de casas de té (chaya).
5. Eliminar gradualmente el sistema de los toshiyori.
6. Establecer una anualidad para los luchadores.
7. Reformar el sistema de jungyō.
8. Incrementar el salario de los luchadores, manteniendo igualmente su calidad de vida.
9. Manejar mas eficientemente el excesivo número de empleados en la asociación mediante despidos.
10. Establecer una "asociación de luchadores" basado en un sistema de ayuda mutua.

Mientras que las demandas se enfocaron más que todo en mejorar las condiciones laborales de los luchadores, la primera mitad contuvieron solicitudes constructivas que la Asociación Japonesa de Sumo luego implementó más adelante, como por ejemplo, la introducción de un sistema de contabilidad, la eliminación de las casas de té, y la abolición gradual del sistema de los toshiyori. Esto fue así dado que, eventualmente, los luchadores sintieron que no quedaba muy claro cuáles eran las ganancias y cómo eran distribuidas dentro de la institución. La JSA, preocupada por la situación, envió a los maestros de establo Fujishima (ex Tsunenohana) y Kasugano (ex Tochigiyama) al restaurante para hacer que Tenryū y Ōnosato, los principales líderes de la huelga, cambiasen de idea. Al final, la respuesta de la asociación fue considerada por los huelguistas como insensata y carente de una solución substancial el 7 de enero. Finalmente, las negociaciones colapsaron y los huelguistas sintieron que la institución "prácticamente omitió o no estuvo de acuerdo con las demandas más importantes".

### Separación de la Asociación Japonesa de Sumo

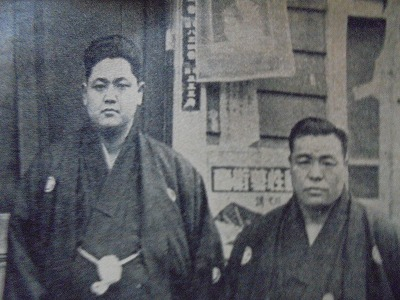
Tenryū (izquierda) y Ōnosato (derecha) después de haberse cortado su ōichōmage

Cuando se esparció la noticia de que la mediación no había tenido éxito, Kagamiiwa y otros diez luchadores que no eran del establo Dewanoumi (incluyendo Minanogawa), los cuales habían sido reacios a la idea de la huelga, finalmente se unieron a la causa. Para mostrar determinación, treinta rikishi realizaron sus ceremonias de corte de cabello (ōichōmage) y enviaron sus coletas en renuncias firmadas a la sede de la Asociación Japonesa de Sumo antes de proclamar oficialmente su retiro de la institución. Mientras tanto, la asociación anuncio la expulsión formal de 48 luchadores que estuvieron en la huelga y pospuso todos los torneos hasta nuevo aviso (una decisión inusual, considerando que las cancelaciones de los torneos son muy raras en el sumo). Varios maestros de establo y entrenadores, incluyendo a Ryōgoku Kajinosuke (Dewanoumi), Asashio Tarō II (Takasago) y al ex gyōji Kimura Soshiro (Irumagawa) también renunciaron como una forma de hacerse responsables por las acciones de sus aprendices y el fracaso de las negociaciones.
El honbasho de enero de 1932 se convirtió en un torneo fantasma debido a que casi la mitad de la clasificación estuvo dominada por luchadores del Heya Dewanoumi. De los 62 sekitori, solo 11 del makuuchi y tres del jūryō permanecieron dentro de la Asociación Japonesa de Sumo. La asociación se enfrentó por primera vez a una crisis sin precedentes en la historia del sumo profesional.

#### Lista de luchadores en huelga
| Leyenda           | Leyenda                                         |
| ----------------- | ----------------------------------------------- |
| Shikona (establo) |                                                 |
| S/E               | Luchadores que se separaron o fueron expulsados |
| Q                 | Luchadores que se quedaron                      |

| Este                      | Resultado | Makuuchi | Oeste                     | Resultado |
| ------------------------- | --------- | -------- | ------------------------- | --------- |
| Tamanishiki (Kumegawa)    | Q         | O        | Musashiyama (Dewanoumi)   | S/E       |
| Noshirogata (Nishikijima) | Q         | OHD      | Ōnosato (Dewanoumi)       | S/E       |
| Shimizugawa (Hatachiyama) | Q         | S        | Tenryū (Dewanoumi)        | S/E       |
| Hatasegawa (Isegahama)    | Q         | K        | Ayazakura (Dewanoumi)     | S/E       |
| Okitsūmi (Wakafuji)       | Q         | M1       | Dewagatake (Dewanoumi)    | S/E       |
| Kagamiiwa (Kumekawa)      | S/E       | M2       | Shinobuyama (Dewanoumi)   | S/E       |
| Asashio (Takasago)        | S/E       | M3       | Wakashima (Dewanoumi)     | S/E       |
| Takanobori (Takasago)     | Q         | M4       | Yamanishiki (Dewanoumi)   | S/E       |
| Nishikinada (Izutsu)      | S/E       | M5       | Fujinosato (Dewanoumi)    | S/E       |
| Tarōyama (Takasago)       | S/E       | M6       | Yamatonishiki (Dewanoumi) | S/E       |
| Rainomine (Tatsunami)     | S/E       | M7       | Shinkai (Dewanoumi)       | S/E       |
| Yoshinoyama (Tatsunami)   | Q         | M8       | Takanohana (Dewanoumi)    | S/E       |
| Wakabayama (Nijuyama)     | Q         | M9       | Kinkazan (Onogawa)        | S/E       |
| Koganoura (Miyagino)      | Q         | M10      | Hishūzan (Dewanoumi)      | S/E       |
| Takaragawa (Tomozuna)     | S/E       | M11      | Ōshima (Dewanoumi)        | S/E       |
| Ōshio (Michinoku)         | Q         | M12      | Tokiwano (Dewanoumi)      | S/E       |
| Ayanonami (Minatogawa)    | S/E       | M13      | Hitachishima (Dewanoumi)  | S/E       |
| Wakasegawa (Isegahama)    | Q         | M14      | Isenohama (Dewanoumi)     | S/E       |
| Kaikōzan (Kumekawa)       | S/E       | M15      | Tamaikari (Dewanoumi)     | S/E       |
| Tsurugidake (Tatsunami)   | S/E       | M16      | Sotogahama (Dewanoumi)    | S/E       |
| Este                      |           | Jūryō    | Oeste                     |           |
| Tsunenobori (Dewanoumi)   | S/E       | J1       | Asahikawa (Tatsunami)     | Q         |
| Kaneminato (Minatogawa)   | S/E       | J2       | Ugohibiki (Dewanoumi)     | S/E       |
| Choshinada (Dewanoumi)    | S/E       | J3       | Tachiwaka (Takasago)      | S/E       |
| Banshinzan (Hakkaku)      | S/E       | J4       | Ayanobori (Dewanoumi)     | S/E       |
| Kasumigaura (Dewanoumi)   | S/E       | J5       | Tatekabuto (Nakamura)     | S/E       |
| Futabayama (Tatsunami)    | Q         | J6       | Narushio (Takasago)       | S/E       |
| Shionohama (Takasago)     | S/E       | J7       | Komanishiki (Dewanoumi)   | S/E       |
| Banjaku (Asahiyama)       | S/E       | J8       | Yamatoiwa (Dewanoumi)     | S/E       |
| Ōtsuru (Kasugano)         | S/E       | J9       | Narumigata (Dewanoumi)    | S/E       |
| Ishiyama (Kasugano)       | S/E       | J10      | Ōnohama (Tatsunami)       | Q         |
| Ayawaka (Dewanoumi)       | S/E       | J11      | Kamimiyayama (Izutsu)     | S/E       |

#### Banzukedel torneo de febrero de 1932
Más adelante, la Asociación Japonesa de Sumo reveló un nuevo banzuke revisado para un torneo de ocho días en febrero de 1932. La asociación, en una medida desesperada, promovió a los luchadores restantes desde los rangos del jūryō al makuuchi y del makushita al jūryō uno tras otro. Este torneo, sin embargo, fue un desastre debido principalmente a la falta de figuras populares en el evento. La asociación intento bajar los precios de las entradas pero aún así el torneo no tuvo éxito. Las ganancias obtenidas durante los ochos días fueron equivalentes a las de un solo día de los torneos previos, poniendo a la asociación al borde de la desaparición.
| Leyenda           | Leyenda                                        |
| ----------------- | ---------------------------------------------- |
| Shikona (establo) |                                                |
| Q                 | Luchadores que se quedaron                     |
| PJ                | Luchadores que fueron promovidos del jūryō     |
| PM                | Luchadores que fueron promovidos del makushita |

| Este                      | Resultado | Makuuchi | Oeste                     | Resultado |
| ------------------------- | --------- | -------- | ------------------------- | --------- |
| Tamanishiki (Kumegawa)    | Q         | O        | Musashiyama (Dewanoumi)   | Q         |
| Noshirogata (Nishikijima) | Q         | O        |                           |           |
| Hatasegawa (Isegahama)    | Q         | S        | Shimizugawa (Hatachiyama) | Q         |
| Takanobori (Takasago)     | Q         | K        | Okitsūmi (Wakafuji)       | Q         |
| Wakabayama (Hatachiyama)  | Q         | M1       | Yoshinoyama (Tatsunami)   | Q         |
| Ōshio (Michinoku)         | Q         | M2       | Koganoura (Miyagino)      | Q         |
| Asahikawa (Tatsunami)     | PJ        | M3       | Wakasegawa (Isegahama)    | Q         |
| Ōnohama (Tatsunami)       | PJ        | M4       | Futabayama (Tatsunami)    | PJ        |
| Dewanohana (Dewanoumi)    | PM        | M5       | Kuninohama (Izutsu)       | PM        |
| Imizugawa (Takasago)      | PM        | M6       | Takagiyama (Furiwake)     | PM        |
|                           |           | M7       | Tamanoura (Dewanoumi)     | PM        |
| Este                      |           | Jūryō    | Oeste                     |           |
| Yoshinoiwa (Dewanoumi)    | PM        | J1       | Taikyuzan (Dewanoumi)     | PM        |
| Wakamonryū (Kumegawa)     | PM        | J2       | Ōyashima (Tatsunami)      | PM        |
| Hatsushima (Tomozuna)     | PM        | J3       | Kaigetsu (Hanakago)       | PM        |
| Torigamine (Miyagino)     | PM        | J4       | Tomoegata (Takachima)     | PM        |
| Matsumaeyama (Takachima)  | PM        | J5       | Nanaogata (Tatsunami)     | PM        |
| Sendai (Dewanoumi)        | PM        | J6       | Koshinoumi (Wakafuji)     | PM        |
| Akitadake (Kasugano)      | PM        | J7       | Toshūzan (Futagoyama)     | PM        |
| Ōnami (Takashima)         | PM        | J8       | Ainohana (Oshiogawa)      | PM        |
| Raizan (Isenoumi)         | PM        | J9       | Jōyōzan (Dewanoumi)       | PM        |
| Hamanoishi (Dewanoumi)    | PM        | J10      | Shimaizumi (Dewanoumi)    | PM        |

#### Nota
1. ↑  Musashiyama se unió a la huelga a regañadientes y eventualmente decidió quedarse dentro de la asociación.

## Resultado

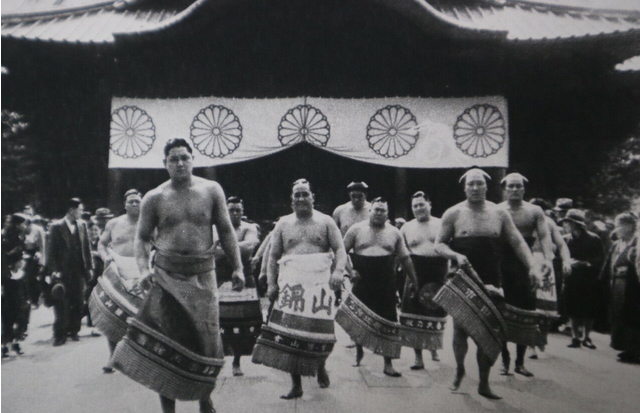
Miembros del Dai Nihon Sumo Renmei liderados por Tenryū (izquierda) en el Santuario Yasukuni

Los huelguistas de Shunjuen acordaron crear dos organizaciones separadas: el "Gran Grupo de Rikishi Emergentes de Japón" (Dainippon Shinjin Rikishi-dan, 大日本新興力士団), compuesto por los luchadores del ichimon Dewanoumi, y el "Grupo Progresivo de Rikishi" (Kakushin rikishi-dan, 革新力士団), compuesto por los luchadores fuera del ichimon Dewanoumi. Ambas organizaciones llevaron a cabo torneos en conjunto y realizaron giras por el país, combatiendo in diversas ubicaciones, como por ejemplo, el Parque de Hibiya. El 13 de febrero de 1932, las organizaciones se fusionaron para formar la "Gran Federación Japonesa de Sumo" (Dai Nihon Sumo Renmei, 大日本相撲連盟), la cual llevó a cabo eventos de siete días en Osaka durante el mes de marzo y en Nagoya durante el mes de abril del mismo año, a estos le siguió un evento de diez días en el Santuario Yasukuni de Tokio, el 3 de mayo. La Sumo Renmei trabajó con un sistema diferente a la de la Asociación Japonesa de Sumo de aquel entonces. Los torneos eran competiciones individuales de seis días en los cuales 31 luchadores eran divididos en tres clases, A, B y C. Los ganadores y los rangos eran determinados mediante combates todos contra todos (round-robin).
A pesar de haber resonado temporalmente con la filosofía de los primeros huelguistas, la Sumo Renmei finalmente renegó de la nueva forma del sumo y empezó a distanciarse del deporte. En un último esfuerzo por mantener la organización a flote, Tenryū intentó formar la Asociación de Sumo de Kansai (Kansai Kakuryoku Kyokai, 関西角力協会). Sin embargo, la unidad de sus camaradas ya se había debilitado, y para finales de 1932 y enero del siguiente año, 12 luchadores del makuuchi y 10 del jūryō abandonaron sus rangos y regresaron a la Asociación Japonesa de Sumo. Mientras tanto, la asociación, que había perdido a varios de sus luchadores más destacados, se mantuvo con la determinación de "compensar la falta de números con entusiasmo", anunciando una nueva lista de clasificación con el ōzeki Tamanishiki como su figura central, el cual desde un principio había decidido quedarse del lado de la institución, acotando: "Moriré por mi maestro". En el torneo de primavera de enero de 1933, la popularidad del nuevo yokozuna Tamanishiki y el éxito de los 20 luchadores que habían regresado, incluyendo a Kagamiiwa, Minanogawa y Musashiyama (el cual fue uno de los primeros en desvincularse de la huelga), restauró la prosperidad de los torneos de primavera y otoño de la Asociación Japonesa de Sumo antes del conflicto. La asociación, la cual estuvo al borde de la extinción, empezó a mostrar signos de recuperación. Japón estaba empezando a atravesar una etapa de prosperidad económica y, en el mundo del sumo, Futabayama alcanzó una racha de 69 victorias consecutivas durante el séptimo día del torneo de enero de 1936.
La Asociación de Sumo de Kansai también continuó existiendo. Sn embargo, se mantuvo bajo la sombra del meteórico éxito de Futabayama. Después de una "gira de consolación" en los territorios ocupados de Manchuria y Corea, Ōnosato cayó enfermo, obligándole a retirarse antes de fallecer. Sin la presencia de Ōnosato, y al no haber podido crear nuevos luchadores populares, el grupo empezó a declinar. Para diciembre de 1937, Tenryū y otros 32 luchadores decidieron disolver la Asociación de Sumo de Kansai.

## Cuestionamiento de las supuestas motivaciones
Han surgido varias teorías acerca de las motivaciones reales de la huelga del Incidente Shunjuen. Tenryū siempre tuvo una reputación de oportunista y revolucionario en el mundo del sumo, siendo referido a veces como un fūunji (風雲児), o "un aventurero el cual se aprovecha de las situaciones difíciles". Ciertas torías cuestionables afirman que Tenryū inició la huelga en Shunjuen debido a resentimientos personales por no haber sido promovido al rango de ōzeki en favor de su rival Musashiyama. En efecto, este último fue promovido antes que Tenryū (de komusubi hasta ōzeki) en el basho de enero de 1932 mientras que Tenryū permaneció como sekiwake durante seis torneos consecutivos a pesar de haber obtenido un buen registro de victorias en todos ellos. No obstante, Musashiyama sí había obtenido las victorias suficientes para ser promovido al rango de ōzeki en el torneo de enero de 1932. Las mismas teorías también afirman que Tenryū reclutó a Ōnosato debido a que este necesitaba el carisma y la reputación suficiente para ganarse la confianza de los rikishi.

## Evoluciones estructurales
En 1957, una investigación de la Dieta Nacional (Comité de Educación) con respecto a la distribución de las entradas, desafió el poder del sistema de casas de té y reveló información acerca de los arreglos y el nepotismo entre los ancianos de la asociación y los administradores. El exlíder del Incidente Shunjuen Tenryū apareció como testigo ante el comité para discutir la naturaleza ultra conservadora de la Asociación Japonesa de Sumo, obteniendo una nueva oportunidad para repetir públicamente sus pasados cuestionamientos. Esta investigación llevó a que el presidente de la Asociación Japonesa de Sumo, Dewanoumi (ex yokozuna Tsunenohana), intentara suicidarse, y además logró que se instauraran reformas como la introducción de dos torneos anuales adicionales y un sistema de distribución de entradas más modesto. Después de estos eventos, los luchadores de las dos divisiones más altas del sumo profesional, pertenecieron a un cuasi-sindicato llamado el Rikishi Kai (力士会), liderado por un yokozuna. Debido a que el rikishi kai no tuvo poder alguno para negociar acuerdos colectivos, esta enviaba quejas a la Asociación Japonesa de Sumo de manera periódica. Estas quejas a veces eran tomadas en consideración, pero si no ocurría ningún cambio, los luchadores no tomaban otras acciones. En sus memorias, el ex sekiwake Takamiyama explicó que durante las reuniones del rikishi kai, los sekitori a veces bromeaban con llevar a cabo una huelga colectiva. Sin embargo, la acción en sí misma casi nunca era tomada en serio. Desde el Incidente Shunjuen, no ha habido inconvenientes mayores entre los luchadores y la Asociación Japonesa de Sumo. Dado que la popularidad del sumo fue establecida por Futabayama, las condiciones de vida de los luchadores han mejorado. En enero de 2019, la asociación decidió aumentar los salarios de sus empleados gracias al éxito de Kisenosato, el cual se convirtió en el primer yokozuna nacido en Japón tras 19 años de dominación extranjera en el sumo profesional.

### Citas
1. 1 2  «Sumo ephemeris». Osumo3 Magazine (en japonés). 10 de marzo de 2023.
2. 1 2 3 4  Gould, Chris (Diciembre de 2007). «The Strike of 1932: 75 Years on». Sumo FanMag (en inglés). Consultado el 13 de marzo de 2023.
3. 1 2 3 4 5 6 7 8 9 10 11  Miyajima, Seiichi (16 de octubre de 2021). «Shunjuen Incident». La columna del presidente (en japonés). Consultado el 11 de marzo de 2023.
4. 1 2 3 4 5 6  Tanaka, Keitaro (18 de febrero de 2019). «Do you know about the "Shunjuen Incident," the rikishi strike that rocked the world of sumo?». Shūkan Gendai (en japonés). Consultado el 11 de marzo de 2023.
5. 1 2 3 4 5  Kuroda, Joe. «Rikishi of Old: Tenryu Saburo and Shunjuen Incident». Sumo FanMag (en inglés). Consultado el 1 de marzo de 2023.
6. 1 2  «Dentro del mundo del sumo, un movimiento para limpiar los rangos emergió súbitamente, con Musashiyama y otros rikishi uniéndose para introducir una lista de diez demandas». Asahi Shimbun (en japonés). 5 de octubre de 2010. Consultado el 11 de marzo de 2023.
7. 1 2  «32 rikishi se cortan su mage y se atrincheran en una restaurante ryotei...¿Que fue el "Incidente Shunjuen" que causó un revuelo en el sumo hace 90 años? (parte 1)». Bunshun Magazine (en japonés). 31 de enero de 2020. Consultado el 11 de marzo de 2023.
8. 1 2 3  «32 rikishi se cortan su mage y se atrincheran en una restaurante ryotei...¿Que fue el "Incidente Shunjuen" que causó un revuelo en el sumo hace 90 años? (parte 2)». Bunshun Magazine (en japonés). 31 de enero de 2020. Consultado el 11 de marzo de 2023.
9. ↑  Gunning, John (20 de mayo de 2019). «Sumo 101: Cancellations». The Japan Times (en inglés). Consultado el 13 de marzo de 2023. (requiere suscripción).
10. ↑  «Haru 1932 Banzuke». Sumo Reference. Consultado el 13 de marzo de 2023.
11. ↑  «February 22, 1932 Banzuke». Sumo Reference. Consultado el 13 de marzo de 2023.
12. ↑  «Ōnosato Mansuke». Sumo Rikishi database (en japonés). 8 de marzo de 2017. Consultado el 11 de marzo de 2023.
13. ↑  «26th Diet Session, House of Representatives, Committee on Education, No. 15, April 3, 1957». Dieta Nacional de Japón (en japonés). Consultado el 8 de marzo de 2023.
14. ↑  Kuhaulua, Jesse (1973). Takamiyama: the world of sumo (en francés). New York: Weatherhill. ISBN 0870111957. Consultado el 13 de marzo de 2023.